# Drakengard (jeu vidéo)
Drakengard est un beat them all sorti sur PlayStation 2 en 2003 (au Japon), édité par Take-Two et par Square Enix, développé par Cavia.

## Histoire
Le personnage principal se nomme Caim, un prince héritier. Il devient muet peu de temps après le commencement du jeu en réalisant un pacte avec un dragon rouge. Il doit protéger la Déesse, sa sœur Furiae, contre les forces de l'Empire.
La planète sur laquelle vit Caim est un monde plongé dans une guerre perpétuelle entre deux grandes puissances : l'Union et l'Empire. L'Empire est un état possédant une grande partie de la planète. Tous ses membres sont sous l'emprise des « archanges », prêtres souhaitant voir la fin du monde.
Pour parvenir à leur funeste destin, ils cherchent à briser quatre sceaux assurant la sécurité du monde. Trois de ces sceaux sont dissimulés dans trois temples. Le quatrième sceau est une jeune femme condamnée à le porter pour l'éternité. Celle-ci, surnommé la « Déesse », doit vivre seule dans une tour avec l'obligation de ne jamais se marier et enfanter.
L'Union est une confédération composée de presque toutes les nations du monde qui ne font pas partie de l'empire, sauf les nations neutres. Son but est de garder la Déesse dans sa tour pour l'éternité. Caim, qui est le frère de celle-ci, a autorisé cette séquestration et soutient l'Union contre l'Empire.
L'Union et l'Empire se battent depuis des années. Au début du jeu, l'Empire est devenu beaucoup plus puissant que l'Union grâce à la magie des archanges. Votre rôle consistera à combattre tous les soldats de l'Empire qui auront au préalable massacré ou fait fuir les armées de l'Union systématiquement. C'est un champ de bataille sans merci qui s'offre à vous où vous devrez défaire seul les milliers de soldats de l'Empire.
Le jeu possède cinq fins différentes. Mais contrairement aux autres jeux, le joueur doit recommencer cinq fois le jeu afin de découvrir l'étendue du scénario. À noter : la fin E sert de point de départ à la série dérivée de Yoko Taro, Nier.  

## Personnages principaux
Caim∶C'est un jeune homme de la vingtaine qui a rejoint les rangs de l'Union depuis qu'un dragon à la solde de l'Empire a dévoré ses parents devant lui. Le fait que Furiae, la Déesse, soit sa sœur et le dernier membre vivant de sa famille, justifie son ardeur à la protéger. C'est également le personnage principal du jeu et celui avec qui vous jouerez quasiment tout le temps.
Furiae∶Elle est la Déesse des quatre sceaux. La légende raconte que lorsque les trois sceaux des trois temples seront détruits et que lorsque la Déesse se fera tuer, les germes de la résurrection et le dragon suprême arriveront et le monde sera détruit.
Inhuart∶Il s'agit du meilleur ami de Caim. Furiae était sa promise jusqu'à ce qu'elle devienne Déesse. Six ans plus tard, il est toujours obsédé par elle. Il passera progressivement du côté de l'Empire qui lui promet mariage avec Furiae s'il l’aide et se bat contre Caim. la situation entre Caim, Furiae et Inhuart est tendue puisque Inhuart est fou amoureux de Furiae et Furiae elle-même nourrit un amour secret pour son frère Caim.
Intrigue numéro 1∶Un pacte est le fait de fusionner deux cœurs : celui d'un humain et celui d'un animal pour qu'ils ne fassent matériellement plus qu'un. En théorie vous pouvez fusionner votre cœur avec celui d'un chat, d'une libellule ou même d'une souris. Mais le jeu va plus loin et fait fusionner le cœur des héros avec ceux de dragons, de golems ou même d'esprits maléfiques de l'eau et du feu. Un seul bémol : si vous faites un pacte, l'humain perdra alors ce qui en lui est le plus cher. Ainsi, Caim perdra sa voix au profit d'un pacte avec un dragon rouge, Inhuart ne pourra plus chanter après avoir fait un pacte avec un dragon noir et Seere, un autre héros du jeu, ne pourra plus vieillir après avoir fait un pacte avec un golem.

## Système de jeu
Ce jeu contient trois modes de combat : sur terre, en rase-motte et en vol. Lors des combats sur terre, on dirige Caim et on utilise des armes. En vol et en rase-motte, on dirige le dragon rouge en attaquant avec des boules de feu.
Le jeu contient plusieurs types d'armes : lance, épée longue, épée courte, hache etc. Toutes les armes peuvent monter jusqu'à 4 niveaux. Le dragon change de forme en devenant de plus en plus gros et évolue en puissance. Il y a trois alliés que nous pouvons avoir : Arioch, Leonard et Seere. On les invoque uniquement sur terre et ils prennent la place de Caim pour quelque temps.

## Manga
Une adaptation manga a vu le jour en 2013 aux éditions Square Enix et fut traduite en français en 2016 par les éditions Kurokawa. La série se conclut en trois volumes.

## Divers
La carte du monde de Drakengard correspond à la carte de l'Europe, tournée à 180°.